# Давид Фрідріх Штраус
Давид Фрідріх Штраус (нім. David Friedrich Strauß; 27 січня 1808, Людвігсбург — 8 лютого 1874) — німецький філософ, історик, теолог і публіцист, родом з Вюртемберга.

## Життєпис
Народився в сім'ї торговця. Мати виховала в дусі протестантського благочестя. Навчався в духовній євангельській семінарії в Вюртемберзі, де одним з його вчителів був знаменитий богослов, згодом засновник тюбінґенської школи, Християн Баур, потім в духовному інституті (Stift) при Тюбінгенському університеті, куди при ньому був переведений на кафедру церковної історії Баур, але інші кафедри були зайняті ортодоксальними пієтистами.
Вивчення праць Шлейєрмахера і особливо Гегеля похитнули його релігійне почуття.

У 1831 році Штраус був призначений викладачем єврейської та грецької мов в семінарію в Маульбронні. Там одним з його учнів був Едуард Целлер.

У листопаді 1831 році Штраус залишив місце і поїхав до Берліна, з метою послухати лекції Гегеля і Шлейєрмахера. Під час перебування в Берліні у Штрауса дозрів план і основна ідея його роботи «Життя Ісуса». Він тоді вже ясно усвідомлював небезпеку її для нього особисто.
У 1832 році він зайняв місце репетитора в богословському інституті в Тюбінґені і тоді ж почав читання лекцій з філософії в Тюбінґенському університеті. Лекції ці відразу створили йому гучну славу.

## Книга «Життя Ісуса»
У 1835 році вийшла в двох томах його книга «Життя Ісуса» (Das Leben Jesu, Тюбінген; 4 видавництва., 1840), яка справила надзвичайно сильне враження і на богословів, і на публіку, хоча була написана в формі, малодоступній для неспеціалістів. Штраус доводив, що Євангелія несуть в собі елементи ненавмисної міфотворчості, що виникли після смерті Ісуса, але до їхньої письмової фіксації, коли історії про Христа передавалися з вуст у вуста й обростали неймовірними подробицями. Світогляд Штрауса визнавав існування Бога як джерела природних законів, але це виключало визнання чуда, як того, що вороже законам природи, а значить і волі Бога. Книга викликала жваву і запеклу полеміку. Книга Штрауса була одним з поштовхів до поділу школи Гегеля на правих і лівих гегельянців; вона ж послужила вихідним пунктом для створення тюбінгенської школи вчителем Штрауса, Бауром, яка спиралася на працю його учня. Штраус за свою книгу був позбавлений свого місця і переміщений на посаду вчителя в молодших класах до ліцею у Людвігсбурзі, яку він скоро (1836 рік) залишив, щоб присвятити себе виключно вільній літературній діяльності. Оселився він у Штутгарті.

## Політична кар'єра
У 1848 році людвігсбурзькі ліберали запропонували Штраусу кандидатуру у франкфуртський парламент: він прийняв її і відразу з тиші свого вченого кабінету перейшов на арену живої політичної боротьби. На виборах у франкфуртський парламент, однак, пройшов його противник пієтист Гофман, але зате Штраус був обраний у Вюртемберзьку палату депутатів (травень 1848 року).
Він не виявив ораторського таланту: міг добре говорити підготовлені промови, але не був придатний для живих парламентських суперечок. Ще сумніше для його успіху в парламенті було його бажання навіть в деталях зберегти свою самостійність і небажання підкорятися партійній дисципліні; втім, стати до лав будь-якої партії було і неможливо для нього, зважаючи на своєрідність його світогляду, в якому дивним чином крайній радикалізм науково-філософської думки переплітався з консерватизмом політичних переконань.